# Scelolophia floridata
Scelolophia floridata är en fjärilsart som beskrevs av Alpheus Spring Packard. Scelolophia floridata ingår i släktet Scelolophia och familjen mätare. Inga underarter finns listade.